# Бонневилл (округ)
Бонневилл, также Бо́нвилл (англ. Bonneville) — округ в штате Айдахо. Административным центром является город Айдахо-Фолс.

## История
Округ Бонневилл был основан 7 февраля 1911 года. Своё название он получил по имени Бенджамина Бонневиля, исследователя запада США, торговца пушниной и бригадного генерала. Бенджамин Бонневиль исследовал Орегонские земли и Большой Бассейн, в частности в 1830-е годы бассейн реки Снейк.

## Население
По состоянию на июль 2008 года население округа составляло 99 135 человек. Округ находится на четвёртом месте в штате по населению. С 2003 года численность населения увеличилась на 13,64 %. Ниже приводится динамика численности населения округа.

## География
Округ Бонневилл располагается в юго-восточной части штата Айдахо. Площадь округа составляет 4923 км², из которых 83 км² (1,69 %) занято водой.
|        | Джефферсон | Мадисон, Титон      | Титон (Вайоминг) |  |
| Бингем | север      |                     |                  |  |
| Бингем | Бонневилл  |                     |                  |  |
| Бингем | юг         |                     |                  |  |
|        | Карибу     | Линкольн (Вайоминг) |                  |  |

### Дороги
- — I-15
- — US 20
- — US 91
- — SH-31

### Города округа
- Айдахо-Фолс
- Айона
- Аммон
- Ирвин
- Райри
- Суон-Валли
- Юкон

### Достопримечательности и охраняемые природные зоны
- Лес Карибу (частично)
- Лес Таргхи (частично)
- Национальный заповедник озера Грейс (частично)